# Szolidaritás (folyóirat)
Szolidaritás – a Román Munkássegély erdélyi csoportjának Kolozsváron 1932-ben megjelent értesítője. Szerkesztője Józsa Béla volt; a megjelent hat számban Nagy István-novellákat is közölt.